# Franky Zapata
Pour les articles homonymes, voir Zapata.
Franky Zapata, né le 27 septembre 1978 à Marseille, est un pilote professionnel français de motomarines (jet ski) reconverti dans les affaires et inventeur du Flyboard.
Après 2011, tous ses efforts se concentrent sur le développement et la fabrication du Flyboard et du Flyboard Air ; il réussit l'exploit de traverser la Manche, avec une escale de ravitaillement, le 4 août 2019.

## Biographie
Fils d'un entrepreneur des travaux publics et d'une coiffeuse, il commence le jet ski en 1994, à l'âge de seize ans. Il obtient son premier titre de champion de France en 1996, son premier titre européen en 1999 et son premier titre mondial en 2007 et il sera plusieurs fois Champion du monde de F1 RUN. En tout, il décroche une vingtaine de médailles – or, argent ou bronze – dans son sport.
Après de nombreuses années dans la fabrication de jet skis, il invente le Flyboard.
Dyslexique, daltonien, il quitte l'école à 16 ans. Il n'a jamais pu être pilote d'hélicoptère du fait de son daltonisme,.

## Récompenses
- 1996 : champion national SKI Stock[5]
- 1997 : 3e aux Championnats du monde des rallyes raid Oléron RUN F1
- 1998 : champion national au championnat d'Europe RUN F1
  - vice-champion du Monde Rallye Raid Oléron RUN F1
- 1999 : champion d'Europe RUN F1
- 2000 : Tour US RUN F1.
- 2001 : King of Bercy - Paris RUN F1
- 2003 : vice-champion d'Europe RUN F1
- 2004 : vice-champion d'Europe RUN F1
  - 3e aux Championnats du monde des rallyes raid Oléron RUN F1
- 2005 : champion d'Europe RUN F1
- 2006 : champion d'Europe RUN F1
  - vice-champion du monde des rallyes raid Oléron RUN F1
- 2007 : champion d'Europe RUN F1
  - champion du monde rallyes raid Oléron RUN F1
  - vice-champion du monde de F1 SKI World Finals
- 2008 : champion d'Europe RUN F1
  - champion du monde RUN F1 World Finals
  - 3e champion du monde de F1 SKI World Finals
- 2009 : vice-champion du monde F1 SKI
  - vainqueur du Cavalaire enduro Jet-Ski F1
- 2010 : champion d'Europe RUN F1

## Engins Zapata Racing

### Flyboard
Lancé en 2011, le Flyboard est un accessoire relié à une motomarine par un tube qui lui apporte une hydro-propulsion permettant d'évoluer dans l'air au-dessus d'un plan d'eau (et sous l'eau). Il peut être considéré comme une sorte de jetpack nautique. Le sport et activité qui utilise un équipement Flyboard est appelé « Flyboarding ».
Le pilote se tient debout sur une plate-forme reliée par un long tuyau souple à l'embarcation, ses pieds sont fixés par une paire de bottes à la manière des snowboards. L'eau sous pression produite par l'hydrojet de la motomarine est acheminée vers des buses à jet et fournit une poussée qui permet de monter jusqu'à quinze mètres dans les airs ou de plonger tête la première dans l'eau.
En 2013, Franky Zapata participe à l'émission La France a un incroyable talent sur M6 avec son Flyboard qu'il dirige au-dessus d'une piscine extérieure. Après avoir été qualifié à l'unanimité par le jury lors des auditions en août, il est choisi par le public lors de la troisième demi-finale pour être finaliste. Son numéro, lors de cet épisode, a failli ne pas avoir lieu car sa motomarine (jet-ski) est tombée en panne quelques heures avant et un appel a été lancé sur la page Facebook de l'émission pour en trouver un en région parisienne. Au terme de la finale du 10 décembre, il se classe 8e sur les 12 candidats.

### Flyboard Air
En avril 2016, Zapata présente le Flyboard Air, un appareil propulsé par quatre micros turboréacteurs et capable d'emporter son pilote pour des vols de plusieurs minutes,. Il établit un record du monde à Sausset-les-Pins puis fait d'autres démonstrations pendant plusieurs semaines.
Il se heurte à plusieurs reprises à l'administration française lui interdisant les vols de mise au point de son véhicule ; finalement il peut reprendre les vols en 2017.
En mai 2018, il effectue un vol au Grand Prix moto de France au Mans, au-dessus de la ligne des stands. Il y revient en mai 2019.
Le 14 juillet 2019, vers 10 h 40, Franky Zapata fait une démonstration de sa machine au-dessus de la place de la Concorde à Paris devant la tribune officielle durant le défilé militaire de la fête nationale française et, le soir même, sur le Vieux-Port de Marseille avant le feu d'artifice.

#### Traversée de la Manche
Le 25 juillet 2019, Franky Zapata tente de traverser la Manche sur son Flyboard Air, en écho à l'anniversaire de la première traversée de cette même mer en engin volant par le pilote français Louis Blériot, effectuée cent-dix ans auparavant. À cause du volume de carburant nécessaire pour effectuer cette traversée, le projet prévoit une escale de ravitaillement à mi-chemin sur une plateforme située en mer, sur un bateau. Alors que Franky Zapata avait conçu un système permettant de se ravitailler en se maintenant en stationnaire à 3 mètres au-dessus de la plateforme, donc sans se poser, la préfecture maritime impose d'abord, pour raisons de sécurité, que le pilote se pose sur la plateforme, puis autorise finalement un ravitaillement en plein vol le 23 juillet 2019, soit 48 heures avant le départ. Cependant, il est trop tard pour réorganiser la traversée, et le ravitaillement en se posant sur le bateau est donc l'option choisie. 
Au cours de la tentative — dont la première partie sur environ 18 kilomètres ne rencontre aucun souci particulier — Zapata tente de se poser sur cette plateforme de mi-parcours, mais à cause d'un mouvement à la surface des eaux trop important, celle-ci heurte au dernier moment le Flyboard Air entraînant la chute de son inventeur dans l'eau, heureusement sans conséquences graves ni pour le pilote, ni pour l'engin. Lors de la conférence de presse qui se tient le même jour, Franky Zapata revient sur le déroulement de l'évènement et exprime sa déception face à cette tentative avortée. Mais il indique qu'elle constitue tout de même déjà un record puisqu'il a en fait parcouru avec sa machine la distance de 20,2 kilomètres entre le lieu de décollage et la plateforme de ravitaillement, soit une distance jamais atteinte précédemment ; il annonce également avoir la ferme intention de retenter cette traversée puisque l'échec n'est pas dû à son engin.
Cette nouvelle tentative est finalement effectuée le 4 août 2019 vers 8 h 16 du matin, toujours au départ de Sangatte dans le Pas-de-Calais. Après l'escale de ravitaillement qui cette fois-ci se déroule sans problème particulier, Franky Zapata atterrit vers 8 h 40 à St Margaret's Bay au Royaume-Uni, soit une distance totale de 35 kilomètres parcourus en 22 minutes. Il atteint et maintient une vitesse de croisière de 160-170 km/h, dont il est informé grâce à un indicateur sonore intégré dans son casque en survolant la mer à 15-20 mètres d'altitude avec une pointe à 70 m. Il réussit ainsi pour la première fois la traversée de la Manche avec la machine de son invention.

#### Accident de Biscarrosse
Le 28 mai 2022, lors du Rassemblement international d'hydravions de Biscarrosse, Franky Zapata doit effectuer une démonstration du Flyboard Air n°3. À la suite d'une erreur de manipulation lors du démarrage, il décolle sans que les contrôleurs de vol soient en fonction. Le pilote parvient à se diriger au-dessus du lac puis coupe la poussée à environ 15 m de hauteur. Il est gravement blessé dans l'accident.

### Airscooter
En 2025, il dévoile le Airscooter, une sorte de petit hélicoptère avec un système de propulsion hybride-électrique.

#### Accident de juillet 2025
En juillet 2025, lors d'une tentative de traversée de la Manche "Sangatte-Douvres" avec son airscooter, il doit faire demi-tour avant de tomber à la mer en étant légèrement blessé.